# Fröschburg
Die Fröschburg ist ein abgegangenes, kleines Wasserschlösschen in der Stadt Schwäbisch Gmünd im baden-württembergischen Ostalbkreis. Das Anwesen wurde wahrscheinlich von der Familie Funck errichtet und im 15. Jahrhundert an die Herren von Rinderbach verkauft. Ende des 19. Jahrhunderts wurde das Gebäude von der Stadt erworben und abgebrochen.

## Lage und Geschichte
Der Adelssitz befand sich zwischen der Ziegelbergstraße, der Pfitzerstraße und dem Fröschburgweg.
Das Hauptgebäude der Fröschburg war ein einstöckiges Fachwerk-Giebelhäuschen im Stile eines Wasserschlosses und von mehreren künstlichen Fischteichen umgeben.
Erstmals erwähnt wurde die Fröschburg in einer Urkunde aus dem Jahr 1456. Eine weitere Urkunde aus dem Jahr 1469 hat sich ebenfalls erhalten. Nach dieser Urkunde verkaufte Caspar Funck, Bürger zu Nördlingen, an seinen Schwager, den ehrbaren Otto von Rinderbach und an seine liebe Schwester Else Funckin, die Fröschburg mit Weiherhaus, Fischweihern, Garten und Kotten zu Gmünd mit allem Zubehör um 120 rheinische Gulden. Weiterhin wird erwähnt, dass Caspar Funck das Anwesen von seinem Vater Reinbold Funk geerbt hatte. Folglich könnte das Schlösschen schon um 14. Jahrhundert vorhanden gewesen sein.
Die Familie Funck bekleidete in Schwäbisch Gmünd wichtige Ämter: Reinbold Funck war Amtmann und um 1451 Bürgermeister von Schwäbisch Gmünd. Sein Sohn Caspar wird 1461 ebenfalls als Bürgermeister erwähnt.

Das Anwesen wechselte noch 1506, 1524, 1550, 1579 und 1648 die Eigentümer. Im 18. Jahrhundert erwarb der Steuerschreiber Anton Aloisius Kolb das Schlösschen und verkaufte es 1754 an seinen Sohn, den Goldschmied Anton Kolb, für 1100 Gulden. 1781 war sie in der Hand des Gmünder Goldschmieds Franz-Joseph Beiswinger. 1813 erwarb der Unternehmer Anton Maier die Fröschburg. 1820 musste Maier Insolvenz anmelden. Aus der Insolvenzmasse kaufte sie der Bürger Johann Ensle für 665 Gulden. Im Besitz der Familie Ensle blieb das Anwesen bis ins Jahr 1887. Die Stadt erwarb das Grundstück und ließ die Fröschburg 1893 abbrechen; die Fischweiher wurden zugeschüttet.

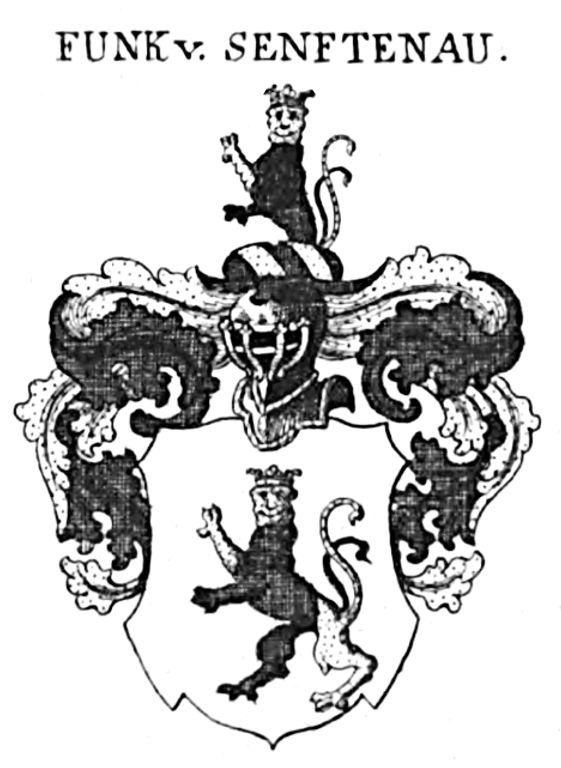
Wappen der Funck
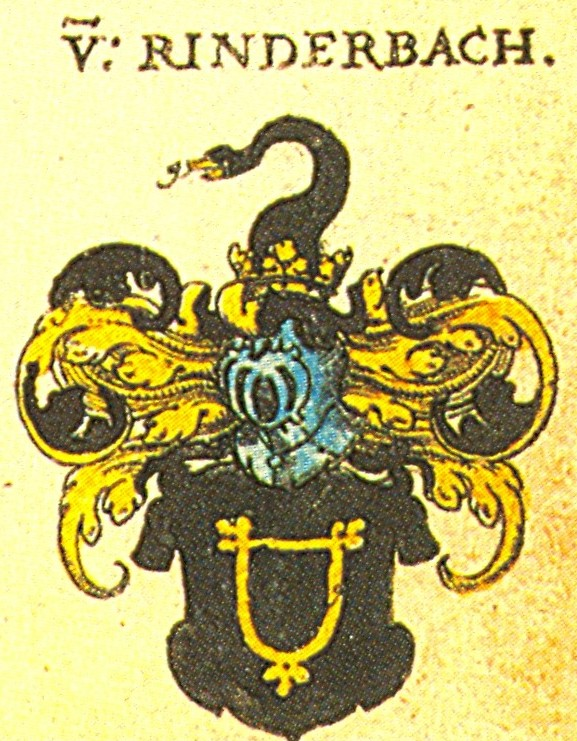
Wappen derer von Rinderbach